# Уэльфорд, Рой
Рой Ли Уолфорд (29 июня 1924, Сан-Диего, Калифорния — 27 апреля 2004, Санта-Моника, Калифорния) — доктор медицины, профессор патологии в Медицинской школе Калифорнийского университета в Лос-Анджелесе, ведущий сторонник ограничения калорий для продления жизни и улучшения здоровья, членом экипажа Биосфера-2.

## Карьерные достижения
Уолфорду принадлежит заслуга в значительном продвижении исследований старения благодаря его открытию того, что лабораторные мыши, когда их кормили диетой, ограничивающей потребление калорий на 50 % при сохранении потребностей в питательных веществах, почти удвоили ожидаемую продолжительность жизни.
Он получил медицинскую степень в Чикагский университет в 1948 году. Он прошел интернатуру в больнице Горгас, Панама, и ординатуру в Медицинском центре им. Затем он два года служил в ВВС США во время корейской войны.
В 1954 году Уолфорд поступил на работу в Калифорнийский университет в Лос-Анджелесе (UCLA). В 1966 году он стал профессором патологии в Медицинской школе Калифорнийского университета в Лос-Анджелесе. Он стал почетным профессором патологии и лабораторной медицины Калифорнийского университета в Лос-Анджелесе, когда в 1991 году уехал, чтобы присоединиться к экипажу «Биосферы-2».
Работая в UCLA, Уолфорд занимал следующие должности:
- директор банка крови и гематологического отделения клинических лабораторий (1959—1980 гг.)
- директор Школы медицинских технологий (1962—1972)
- Председатель комитета по вивариям (1965—1968 гг.).

Помимо работы в UCLA, он был советником-экспертом по иммунологии Всемирная организация здравоохранения с 1969 по 1984 год, был делегатом сената на конференции Белого дома по проблемам старения в 1981 году и членом Национального института по проблемам старения.
Среди его почестей и наград:.
- Премия Левина Американского общества клинической патологии[2].
- Премия за исследования Американской ассоциации старения
- Премия Kleemeier от Геронтологического общества Америки
- Премия Хендерсона от Американского гериатрического общества
- Премия долголетия 1998 года от Foundation IPSEN[3].
- Премия сенатора Алана Крэнстона (Senator Alan Cranston Award)
- Премия «Бесконечность» Американская академия антивозрастной медицины
- Астероид № 4629 был назван в его честь его первооткрывателем (Э. Элен) в 1986 году.

Уолфорд и его работа были представлены в печати в десятках статей в таких популярных изданиях, как Omni', Discover и Scientific American. За свою жизнь он также сделал десятки выступлений на различных телевизионных шоу.

## Выигрыш в рулетку
В 1947 году, находясь на каникулах во время учёбы в медицинской школе, Уолфорд и Альберт Хиббс, аспирант-математик, использовали статистический анализ смещенных колес рулетки, чтобы «сорвать банк» в Рино. Они отслеживали результаты спинов, определяли, какие колеса были смещены, а затем делали крупные ставки на те, которые были несбалансированными. В конце концов казино поняли, что Уолфорд и его друг знают, что делают, и выгнали их. Фотограф Life Magazine запечатлел пару, пьющих молоко и подсчитывающих свои фишки, на фотографии, опубликованной в номере от 8 декабря 1947 года. Их методы также упоминались в книге о рулетке The Eudaemonic Pie' Thomas Bass. По разным источникам, пара выиграла от $6 500 до $42 000. Более вероятна высокая цена, поскольку Уолфорд, по слухам, оплатил часть своего обучения в медицинской школе и дом из своего выигрыша. Пара также купила яхту и плавала по Карибы больше года.

## Биосфера-2
Уолфорд был одним из восьми «членов экипажа», которые были запечатаны внутри Биосфера-2, где они жили с 26 сентября 1991 года по 26 сентября 1993 года. Уолфорд служил врачом экипажа. Во время его пребывания в Биосфере 2 экипаж обнаружил, что не может вырастить столько пищи, сколько предполагалось, поэтому Уолфорд убедил экипаж следовать его диете с ограничением калорий. В ноябре первого года экипаж решил открыть тайник с аварийными запасами еды, выращенной за пределами пузыря, чтобы дополнить свой скудный рацион..

## Конец жизни
В возрасте 79 лет Рой Уолфорд умер от дыхательной недостаточности как осложнения боковой амиотрофический склероз. (ALS), широко известного как болезнь Лу Герига. Он был кремирован, и его прах был развеян в море.
По словам друга и коллеги Уолфорда, Кэтлин Холл, диагноз ALS был поставлен в результате того, что она настоятельно рекомендовала ему обратиться к врачу, когда заметила «странности в походке Роя» Она говорит, что перед смертью Уолфорд «продолжал писать, посещал курсы по кинопроизводству. Он возил меня по всему Нью-Йорку и Далласу в поисках нужных постановочных кадров». Тем временем Холл вспоминает, что «мы с Роем, его дочерью Лизой и его друзьями перелопатили всю литературу в поисках лекарства, решения. Я обшаривал переулки Чайнатауна в Нью-Йорке в поисках определённого гриба, искал лучшую траву, которая помогла бы ему пережить боль». Ещё до развития ALS Уолфорд был не чужд «травам». В своей книге "Суп вечности: Inside the Quest to End Aging, Грег Критсер говорит, что о «потреблении марихуаны Уолфордом ходили легенды».
Уолфорда пережили трое его детей, Питер, Морган и Лиза Уолфорд. Их матерью была Марта Сильвия Швальб, на которой Уолфорд был женат 20 лет до развода в 1970-х годах..

## Опубликованные работы
Уолфорд является автором нескольких книг, а свои диетические убеждения изложил в бестселлере «За пределами 120-летней диеты». Кроме того, он опубликовал не менее 340 научных работ, в основном посвященных биологии старения.
Уолфорд является автором или соавтором следующих книг:.
- R. L. Walford. Leukocyte Antigens and Antibodies. — New York : Grune and Stratton, Inc., 1960.
- R. L. Walford (1969). The Isoantigenic Systems of Human Leukocytes: Medical and Biological Significance. Series Haematologica 2. 2. Copenhagen: Munksgaard: 1–96.
- R. L. Walford. The Immunological Theory of Aging. — Copenhagen : Munksgaard, 1969.
- R. L. Walford. Maximum Life Span. — New York : W.W. Norton & Co., 1983. — ISBN 0-380-65524-1.
- R. L. Walford. The 120-Year Diet. — New York : Simon and Schuster, 1986. — Vol. 47. — P. 162. — ISBN 0-671-64904-3. — doi:10.1093/ajcn/47.1.162a.
- R. H. Weindruch and R. L. Walford. The Retardation of Aging and Disease by Dietary Restriction. — New York : Charles C. Thomas, 1988.
- R. L. Walford and Lisa J. Walford. The Anti-Aging Plan. — New York : Four Walls Eight Windows, 1994. — ISBN 1-56924-383-2.
- R. L. Walford. Beyond The 120-Year Diet. — New York : Four Walls Eight Windows, 2000. — ISBN 1-56858-157-2.